# Nannine
Nannine is een spookdorp in de regio Mid West in West-Australië.

## Geschiedenis
De eerste vondst van goud in de streek in 1890 wordt aan John Connolly toegeschreven. Datzelfde jaar nog vonden McPherson en Peterkin er significante hoeveelheden goud en ontstond er een goldrush. Binnen het jaar waren zevenhonderd goudzoekers op het goudveld actief.
In 1892 besliste John Forrest, toenmalig 'Commissioner for Crown Lands', om er een dorp te ontwikkelen. In april 1893 werd Nannine officieel gesticht en naar de nabijgelegen 'Nannine Wells' vernoemd. De naam is Aborigines van oorsprong maar de betekenis is niet bekend.
In september 1896 werd Nannine tot 'municipality' uitgeroepen, een lokaal bestuursgebied. Dat jaar werd er ook een politiekantoor gebouwd. Er waren in die tijd een zestal hotels, een bakker, enkele smeden, twee slagers, twee haarkappers en verscheidene winkeliers actief.
Begin 1903 werd een spoorweg tussen Nannine en Cue geopend. In 1906 opende dominee Gilbert Harding er een schooltje.
Tegen 1919 raakte het dorp in verval. Het politiekantoor sloot in 1922. De laatste vergadering van de 'Nannine Road Board' vond plaats in 1930. Er rest enkel nog een spoorwegperron en een informatiebron.

## Beschrijving
Nannine maakt deel uit van het lokale bestuursgebied (LGA) Shire of Meekatharra, waarvan Meekatharra de hoofdplaats is. In het district liggen nog enkele verlaten mijndorpjes waaronder Abbotts, Garden Gully, Gabanintha, Peak Hill en Horseshoe.
Nannine ligt op de noordelijke oever van 'Lake Anneen', aan de Great Northern Highway, 720 kilometer ten noordnoordoosten van de West-Australische hoofdstad Perth, 458 kilometer ten zuidzuidwesten van Newman en 37 kilometer ten zuidzuidwesten van Meekatharra.

## Klimaat
Nannine kent een warm woestijnklimaat, BWh volgens de klimaatclassificatie van Köppen.

## Externe links

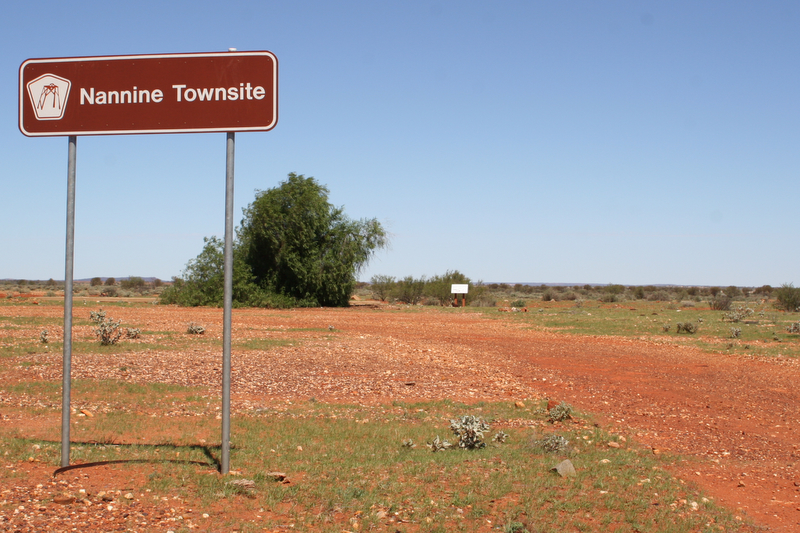